# Cameron Kerr
Cameron Kerr, detto Cammy (Dundee, 10 settembre 1995), è un calciatore scozzese, difensore del Queen's Park.

## Carriera
Ha giocato nella prima divisione scozzese.

## Palmarès

### Club

#### Competizioni nazionali
- Scottish Championship: 2

Dundee: 2013-2014, 2022-2023